# المقر (مودية)

تعديل مصدري - تعديل

المقر هي إحدى قرى عزلة مودية بمديرية مودية التابعة لمحافظة أبين، بلغ تعداد سكانها 422 نسمة حسب تعداد اليمن لعام 2004.